# Джакпа, Констан
Конста́н Тоури́ Зауи́ Джакпа́ (фр. Tohouri Zahoui Constant Djakpa; 17 октября 1986, Абиджан, Кот-д’Ивуар) — ивуарийский футболист, защитник клуба «Гессен-Драйах».

## Клубная карьера
Джакпа родился 17 октября 1986 года в городе Абиджан. Воспитанник футбольной школы клуба «Стелла д’Аджаме». Во взрослом футболе дебютировал в 2005 году выступлениями за основную команду этого же клуба, в котором провел один год.
Впоследствии с 2006 по 2008 год играл в составе команд «Согндал» и «Пандурий». Своей игрой за последнюю команду привлек внимание представителей тренерского штаба клуба «Байер 04», к составу которого присоединился в 2008 году. Сыграл за команду из Леверкузена следующий сезон своей игровой карьеры, после чего был отдан в аренду в клуб «Ганновер 96», в составе которого провел следующие два года своей карьеры.
В 2011 году стал игроком франкфуртского «Айнтрахта», за который выступал до лета 2016 года. В январе 2017 года заключил контракт на полгода с «Нюрнбергом».

## Международная карьера
В 2007 году дебютировал в официальных матчах в составе национальной сборной Кот-д’Ивуара. Всего за сборную сыграл 8 матчей. Был в заявке сборной на Кубке африканских наций 2008 года, но на поле не выходил. Участник чемпионата мира 2014 года, на котором сыграл один матч.